# Anakena
Anakena ist eine Bucht an der Nordküste der Osterinsel. Der Legende nach ist hier Hotu Matua, der mythische Gründervater des Osterinselvolkes, gelandet und hat eine Siedlung gegründet. Diese Niederlassung war die Keimzelle für die Besiedlung der Osterinsel.

## Geografie
Am Ende der rund 500 m durchmessenden Bucht an der Nordküste befindet sich ein kleiner weißer Sandstrand, neben dem kleineren Strand von Ovahe einen Kilometer weiter östlich der einzige auf der Osterinsel. Es ist eine ideale Landestelle für flachgehende Kanus. Insoweit enthält die Legende von Hotu Matua wahrscheinlich einen wahren Kern. Heute ist das Areal mit einem kleinen Kokospalmenwäldchen bedeckt. Die Kokospalme kam ursprünglich nicht auf der Osterinsel vor, die heutigen Palmen wurden erst im 20. Jahrhundert angepflanzt.

## Historie
Anakena gehörte einst zum Territorium des mächtigen und einflussreichen Miru-Stammes, der den Ariki-Mau, den geistigen Führer der Osterinsel, stellte und seine Abstammung direkt auf Hotu Matua zurückführte. An der Bucht stehen zwei große, inzwischen restaurierte Ahu (Zeremonialplattform), der Ahu Nau Nau mit sieben Moai und der Ahu Ature Huki mit heute noch einer stehenden Steinfigur. Man darf daher annehmen, dass hier in klassischer Zeit ein bedeutender Siedlungsplatz war. 
Bei Anakena gibt es zwei archäologisch fassbare Relikte, Überreste von Wohnstätten, die nach der Überlieferung der Rapanui mit Hotu Matua in Verbindung gebracht werden können: Eine Höhlenwohnung (Hotu Matua’s Cave) sowie Fundamentteile eines Paenga-Hauses (Hotu Matua’s House).
Hotu Matuas Höhle liegt etwa 200 m südwestlich des Strandes. Hier soll, so behaupten die Rapanui, Hotu Matua nach seiner Landung auf der Osterinsel so lange gewohnt haben, bis sein Haus fertiggestellt war. Die Höhle befindet sich mit noch weiteren Kavernen in einer natürlichen Rinne. Arne Skjølsvold von der norwegischen Osterinsel-Expedition von Thor Heyerdahl 1952/53 hat die nur etwa 6 m tiefe, niedrige Höhle untersucht, deren Eingang mit Steinschichtungen künstlich verengt war. Er fand eine Speerspitze aus Obsidian (mataa), die er auf das 17. oder 18. Jahrhundert datierte sowie einige Überreste europäischer Handelsprodukte. Anzeichen für frühzeitliche Bewohner fand er nicht.
Von Hotu Matuas Haus in der Nähe des Ahu Nau Nau ist lediglich eine einzelne Reihe von bearbeiteten Fundamentsteinen aus Basalt erhalten (zur Bauweise → Paenga-Haus). Die Fundlage deutet auf ein außergewöhnlich großes, nord-süd-orientiertes Bauwerk hin. Die gesamte Westseite fehlt jedoch. Skjölsvold vermutete, dass die Anlage niemals fertiggestellt wurde. Er fand bei Grabungen im Innern keinerlei Hausrat oder andere Relikte von Bewohnern, sodass Hotu-Matuas Haus möglicherweise niemals bewohnt war.
Allerdings gibt es weiter zum Landesinnern Überreste von zahlreichen Wohnbauten, Erdöfen und eingehegten Gärten, die eine dichte Besiedlung nahelegen. Sie belegen, dass sich in der Anakena-Bucht tatsächlich die erste Siedlung der Osterinsel befunden haben könnte.
Heute wird der Anakena-Strand gelegentlich als Badeplatz für Touristen genutzt. Unmittelbar hinter dem Strand befindet sich ein öffentlicher Picknick-Platz mit Holztischen und -bänken.
Anakena war 1994 einer der Schauplätze des von Kevin Costner produzierten Hollywood-Filmes Rapa Nui – Rebellion im Paradies.